# ジョセフ・ダルトン・フッカー
サー・ジョセフ・ダルトン・フッカー（Sir Joseph Dalton Hooker, 1817年6月30日 - 1911年12月10日）は、イギリスの植物学者である。南極、インド、シッキム地方などを調査し多くの植物標本を収集した。1873年から1878年の間ロンドン王立協会の会長を務めた。

## 生涯
サフォーク州ヘイルズワースで著名な植物学者ウィリアム・ジャクソン・フッカー卿と銀行家の娘マリア・サラ・ターナーの次男として生まれた。7歳から父が教授を務めたグラスゴー大学で父の講義に出席した。フッカーは幼い頃、植物の分布とジェームズ・クックのような航海探検に関心を持っていた。グラスゴー・ハイスクールを出た後、グラスゴー大学で学んだ。1839年に医学博士を取得した。そのため海軍に軍医として雇われた。

### エレベス号航海
1839年から1843年の間、ジェームズ・クラーク・ロスの南極探検の航海に加わった。探検隊はフッカーが乗るエレベス号ともう一隻テラー号で構成されていた。フッカーはエレベス号の乗員128人の中でもっとも若かった。彼はロバート・マコーミック（ビーグル号の航海でも当初ダーウィンと同乗していた）の助手であった。マコーミックは軍医の仕事以外に動物と地質学の標本を収集するよう命じられていた。探検隊は1839年9月30日に出航し、南極大陸に到達する前にカーボベルデやマデイラ諸島、テネリフェ島などに、さらにトリニダード島、セントヘレナ島、喜望峰などに立ち寄った。フッカーは各々の場所で植物を採集し、藻や海洋生物を網で集めそれらを絵に描いて記録した。
探検隊はケープから南極海に入った。クローゼー諸島のポゼッション島に立ち寄った後、ケルゲレン諸島に数日停泊した。オークランド諸島とキャンベル島を経由し、南極大陸に到達した。彼らは5ヶ月を南極大陸で過ごし、補給のためヴァン・ディーメンズ・ランドのホバートに戻った。シドニーとニュージーランドを経て再び南極へ向けて出発した。しかしテラー号とエレブス号の間に軋轢が起こり、138日航海のあとフォークランド諸島のティエラ・デル・フエゴ島に着いた。そして再び南極へ向かって出発した。南極を出発するとコックバーン島、ケープ、セントヘレナ島、アセンション島を経て1843年9月4日にイングランドに帰還した。この航海は南極大陸の測量を初めて成功させた。
帰国後、エジンバラ大学でアカデミックな地位を得ることができず、グラスゴー大学の職は辞退した。その代わりに1846年のグレートブリテン島の地質学調査隊の植物学者を引き受けた。彼は古植物学の研究を始め、ウェールズの炭層で化石植物を探した。チャールズ・ダーウィンの師ジョン・ヘンズローの娘フランシスと婚約したが、フッカーは旅行をしてフィールド調査の経験を積むことを望んだ。1847年に父ウィリアム・フッカーはキューガーデンのためにインドで植物を採集する候補者に息子を指名した。フッカーが南極から帰国したとき父はキューガーデンの園長に指名されており、科学界でも名の知られた人物であった。ウィリアム・フッカーは個人的な人脈を通して南極航海に1,000ポンドの補助金を、その後の息子の植物相の研究のために年200ポンドの年金を確保した。ウィリアム・フッカーの植物コレクションは大英博物館が所持していたクックとメンジース、そしてビーグル号が収集した植物もおさめることになった。植物コレクションはウィリアム・フッカーの元で学んだウォルター・フッド・フィッチによって描かれた。フィッチはビクトリア朝でもっとも多産な植物画家となった。
ジョセフが収集した植物は二分冊の「南極大陸の植物相」(1844-1847)のうち一冊で詳述された。彼は島が植物地理学に果たす役割を論じ、この研究はフッカーの分類学者としての名声を形作った。彼はさらに「ニュージーランドの植物相」(1851-1853)「タスマニアの植物相」(1853-1859)を出版して研究を完成させた。

### ヒマラヤ探検
1847年11月にフッカーは3年に及ぶことになるヒマラヤ探検のためにイギリスを出発した。彼はヒマラヤで植物を採集した初めてのヨーロッパ人であった。シドン号でナイル川をすすみ、スエズまでは陸路で旅した。1848年1月にカルカッタに着き、ミザプールまでは象で、シリグリまではガンジス川をボートで、そしてポニーで陸路を通って1848年4月にダージリンに到達した。フッカーの探検はダージリンの博物学者ブライアン・ホジソンの家を拠点に行われた。ホジソンを通して東インド会社の代表アーチバルト・キャンベルと会い、シッキムへの入域を協議した。一時期シッキムの藩王に捕らえられた。フッカーは彼の調査を中継していたダーウィンに動物の分布を手紙で伝え、ベンガルでは植物を集めた。また地元に住んでいたチャールズ・バーンズとともに大Rangeet川、Rangeet川とTeesta川の合流地点、桐廬山、ネパールとの国境に近いシンガリラ地域などを探査した。1850年3月にダージリンを出発し、Churraに11月まで滞在し研究の拠点を創設した後、イングランドへの帰途についた。彼の探検は『ヒマラヤン・ジャーナルズ』として後に公刊された。

### 進化論との関わり
フッカーは南極探検航海から帰ると、自分で採集した植物標本の分類の合間にダーウィンのビーグル号航海の植物標本の整理も請け負うことになった。フッカーは出航前に一度ダーウィンと会っていたが、1843年末から文通で意見を交わすようになった。そしてわずか2ヶ月後の1844年はじめには、ダーウィンはフッカーに「殺人を告白するようなものですが、種は変化すると確信しました」と書き送っている。フッカーはおそらく科学者としてはダーウィンの理論を初めて明かされた人物である。その頃から二人は家族ぐるみで親交を深めるようになっていった。1847年には自然選択説の概要を受け取り、意見を求められている。フッカーは大量の生物学や地質学の資料、そしてロンドンの科学界の情報をダウン村に隠棲していたダーウィンに送っている。彼らの文通はダーウィンが理論を発展させる過程を通して続いた。後にダーウィンはフッカーを「私が共感を得つづけることができた、たった一人の人物(living soul)」だと表現した。リチャード・フリーマンは二人の関係について次のように書いた。「フッカーはチャールズ・ダーウィンのもっとも偉大な友人であり心を許せる人であった」
初めて自然選択説の概要を見たときには全く賛成しておらず、その後10年にわたって自然選択説の第一の批判者であった。1853年の著書では種は不変であると述べている。『種の起源』と同時期に出版された彼はこのエッセイで自然選択説への支持を表明し、科学界から認められた人物の中でダーウィンを公的に支持した最初の人物となった。科学史家の松永俊男はフッカーの転換を1859年の初頭と指摘している。1858年にダーウィンがアルフレッド・ラッセル・ウォレスから自然選択説を述べた論文を受け取ると、ダーウィンの長年の研究を知っていたフッカーはチャールズ・ライエルと共に、自然選択説を共同発表することを勧め、同年のロンドン・リンネ協会で欠席したダーウィンの代わりに二人の論文を代読した。
1860年6月にオックスフォード博物館で進化について歴史的な討論会が行われた。サミュエル・ウィルバーフォース主教、ベンジャミン・ブローディ、ロバート・フィッツロイはダーウィンの理論に対して反対し、トマス・ハクスリーとフッカーは擁護した。当時の多くの解説によれば、ウィルバーフォースの主張にもっとも効果的に応えたのはハクスリーではなくフッカーであった。
フッカーは1868年にイギリス学術協会の会長を務めた。ノリッジで行われた会議での会長演説でフッカーはダーウィンの理論を支持した。彼はトマス・ハクスリーとも親友であり、Xクラブのメンバーが1870年代から1880年代初めに3代続けて王立協会を支配したとき、協会の会長を最初に務めた。1909年の『種の起源』50周年記念講演にはすでに90歳を超えているにもかかわらず出席し講演を行った。
フッカーは短い小さな病のあと、1911年11月10日に自宅で睡眠中に死去した。ウエストミンスター寺院はダーウィンの近くに墓を提供したが、その前に火葬に付されると述べた。彼の未亡人は申し出を断り、フッカー自身が望んだようにキューガーデン近くのセント・アン教会の墓所に父と並んで埋葬された。

## 業績

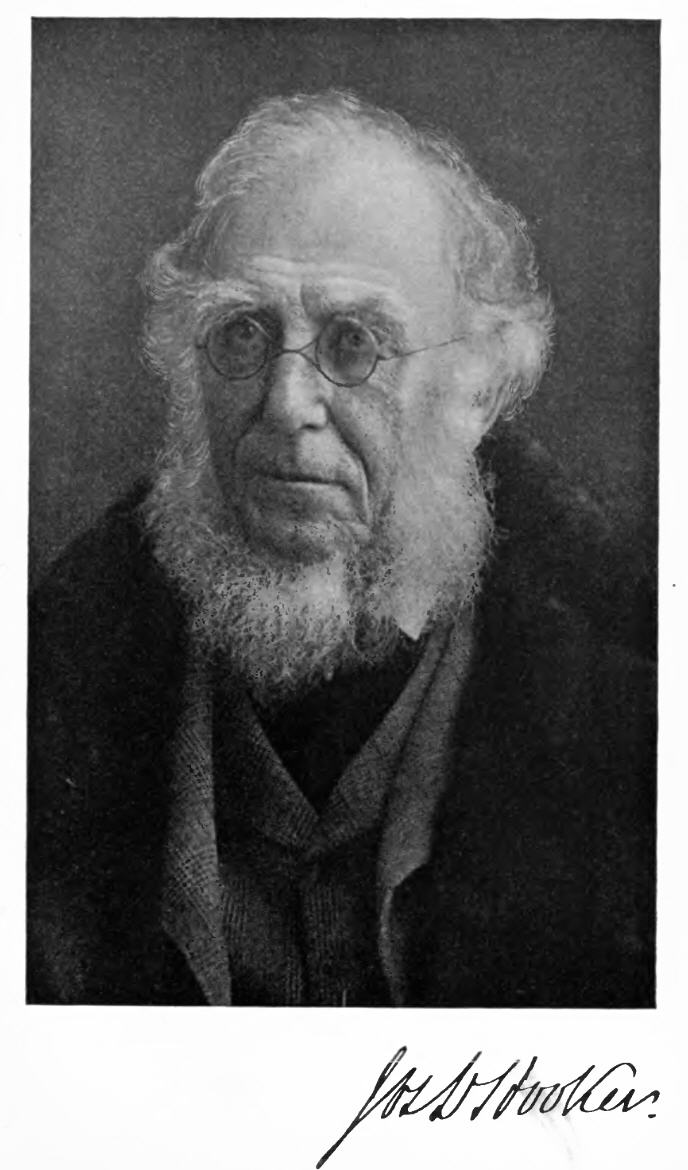
ジョセフ・ダルトン・フッカー 1908年

1849年から1851年にかけて出版された『シッキムーヒマラヤのツツジ』はシッキム地方のツツジとインドの植物相研究の基礎を作った。1855年から同僚の植物学者トマス・トムソンとともに『インドの植物相』シリーズの出版を始めた。1860年にはパレスチナへ、1871年にモロッコへ、1877年にはアメリカ合衆国へ旅し、科学的に実りの多い調査を行った。このような調査を通して彼の科学的な評判は急速に高まった。1855年にはキューガーデンの副園長に任命された。1865年に父の跡を継いで正式に園長に就任し、20年間その地位にとどまった。フッカー親子の元でキューガーデンは世界的な名声を獲得した。
彼の植物に関するもっとも大きな業績は「英領インドの植物相」であり、1872年から1897年の間に7巻本として出版された。他にも『ブリテン諸島の植物研究』や『植物の属』など著名な影響力のある論文、書籍、モノグラフを執筆した。1904年には87歳で「インド帝国の植物のスケッチ」を出版した。また父が始めたIcones Plantarum（「植物図鑑」）の編集を継続し、11巻を加えて19巻とした。
1883年には、長年にわたり科学的地理学に功績があったとして、王立地理学会から金メダル（創立者メダル）を贈られた。
1897年の著書に関連してインド政府からスター・オブ・インディア勲章の最高位を与えられた。1907年に90歳でメリット勲章を受章した。

## 受賞歴
- 1847年 - 王立協会フェローに選ばれた[3]。
- 1854年 - 王立協会からロイヤル・メダル
- 1873年 - 王立協会会長（- 1877年）
- 1883年 - ロイヤル・ソサエティ・オブ・アーツからアルバート・メダル
- 1887年 - 王立協会からコプリ・メダル
- 1892年 - 王立協会からダーウィン・メダル
- 1908年 - ロンドン・リンネ協会からダーウィン＝ウォレス・メダル

## 家族
1851年にジョン・スティーブンス・ヘンズローの娘フランセス・ハリエットと結婚した。フランセスとの間には四人の息子と三人の娘がおり、五人が成人した。そのうちの一人、レジナルド・ホーソーン・フッカーは統計学者、気象学者。王立気象学会会長を務めた。1874年にフランセスが死去し、ヒヤシンス・ジャーディンと結婚した。2人の間には2人の息子がいた。